# Neue Sorge (Großschönau)
Neue Sorge, auch Neu Sorge bzw. Sorge, ist ein Gemeindeteil von Großschönau im Landkreis Görlitz. Er gehört zum Ortsteil Waltersdorf und liegt auf der Gemarkung Waltersdorf.

## Geografie

### Lage
Die Neue Sorge liegt im südlichen Teil des Landkreises im Zittauer Gebirge. Die Häusergruppe befindet sich am nördlichen Fuß der Lausche (793 m) im Tal des Kohlflössels in der Eisgasse. Am südlichen Ortsrand wird das Sorgewasser im Sorgeteich gestaut. Westlich erhebt sich der Dreiecker (673 m), im Nordwesten der Weberberg (711 m n.m.) und der Ottoberg (520 m), nördlich die Sängerhöhe (497 m) und im Osten der Butterberg (510 m).

### Nachbarorte
| Pilzdörfel    | Herrenwalde                                 | Oberwaltersdorf |
| Innozenzidorf | Kompassrose, die auf Nachbargemeinden zeigt | Neuwaltersdorf  |
| Neuhütte      | Jägerdörfel                                 | Sonnebergs      |

## Geschichte
Entlang des Kohlflössels führte früher ein alter Passweg von Waltersdorf durch die Eisgasse über den Bergsattel Schwarzes Tor nach dem Kohlhaugrund in Böhmen. Es wird angenommen, dass sich in dem Tal Kohlstätten mit Köhlerhütten befanden. Das vom Lauschehang herabfließende Sorgewasser wurde in drei kleinen Teichen aufgestaut, die als Wasserreservoir für die Mühlen am Waltersdorfer Dorfbach dienten.
Im Jahre 1777 ließ der Zittauer Rat in 500 Metern Entfernung von Waltersdorf am Kohlflössel bei den Sorgeteichen eine neue Häuslersiedlung für Zwillichweber anlegen. Die anfänglich Teichdörfel genannte Siedlung bestand in den 1780er Jahren aus sechs Häusern. Zu Beginn des 19. Jahrhunderts war das Teichdörfel auf zwölf Häuser angewachsen, zwei der Sorgeteiche waren trockengelegt. Südwestlich und südlich wurden an den Lauschehängen mehrere Sandsteinbrüche betrieben; die bekanntesten waren der Leichensteinbruch, die Heidesteinbrüche am Hölleberg und die Wändesteinbrüche. Die Siedlung war immer nach Waltersdorf eingepfarrt. Die Neue Sorge war nie eigenständig. Der Ort war bis 2003 eine Ortslage von Waltersdorf und wurde 2004 nach Großschönau eingemeindet. 

### Ortsname
Im 18. Jahrhundert wurde der Ort Teichdörfel genannt, im 19. Jahrhundert lösten sich die Namensformen Teichhäuser und Sorge ab.

### Verwaltungszugehörigkeit
1782: Görlitzer Kreis, 1849: Landgerichtsbezirk Löbau, 1856: Gerichtsamt Zittau, 1875: Amtshauptmannschaft Zittau, 1952: Kreis Zittau, 1994: Landkreis Löbau-Zittau, 2008: Landkreis Görlitz

## Ortsbild
Die Häusergruppe besteht größtenteils aus Umgebindehäusern. Am Sorgeteich wurde ein Waldpark mit Waldbühne geschaffen. Am östlichen Ortsrand betreibt die Hoffnungstaler Stiftung Lobetal das Pflegeheim Lazarus-Haus. Westlich befindet sich am Ottoberg der Skihang Mungo.